# Stilistica
La stilistica, che propriamente è l'insieme dei mezzi stilistici propri di ciascuna lingua o degli stilemi (cioè di quegli elementi formali o linguistici che contraddistinguono le consuetudini scrittorie di un'opera o di uno scrittore) propri di ogni autore, si è costituita, all'inizio del XX secolo, come disciplina innovativa rispetto alla tradizione dei precedenti secoli. Essa è andata configurandosi in indirizzi improntati a differenti presupposti filosofici e tecniche d'indagine, diventando studio  e analisi storico-critica delle risorse espressive e dei procedimenti stilistici di una lingua e, in particolare, di un periodo, di una scuola o di un autore.
Il termine stilistica, che viene ricalcato dal tedesco "Stilistik", utilizzato nel 1837 da Simon Herling nel Theoretisch-Praktisches Lehrbuch der Stilistik (Manuale teorico-pratico di stilistica)  si diffonde a partire dalla metà dell'Ottocento con il significato di "arte del comporre" e con questo significato sopravvive fino ad oltre la metà del XX secolo.
Fino ai primi del Novecento tutto quanto rientrava nell'ambito della stilistica apparteneva alla retorica e si deve a Charles Bally (1905 e 1909) il nome della disciplina e la sua autonomia.

## La scuola di Ginevra
La linguistica del primo Novecento ha la caratteristica della dicotomia langue/parole di Saussure e distingue i due indirizzi della stilistica moderna, la stilistica linguistica e quella letteraria.

La stilistica di Charles Bally è invece di carattere psicologico e sociologico e ha come oggetto la lingua comune e non quella letteraria. I suoi studi vertono sui mezzi espressivi che il parlante utilizza tra le molte offerte dal sistema. Ad accomunare Bally a tutta la linguistica postsaussuriana è l'attenzione posta alla parola che, come dice Cesare Segre:
(Segre, Apogeo ed eclissi della stilistica, in Id., Notizie dalla crisi, Einaudi, Torino 1993 pp. 23-37)
Il concetto di stile individuale, che si afferma già a partire dal Settecento e con il Romanticismo, viene messo in rilievo dal Jules Marouzeau nel 1946 che sviluppa il concetto di "scelta" in rapporto allo stile linguistico. Egli sostiene che lo stile di uno scrittore non è altro che il risultato delle sue scelte all'interno di ciò che la lingua gli mette a disposizione.

## La scuola idealistica tedesca
La stilistica letteraria si rifà al pensiero di Humboldt e di Schuchardt e a quanto già Vossler aveva anticipato con la sua distinzione tra l'insieme dei fatti linguistici che compongono lo stile di un autore e l'insieme dei fatti stilistici che diversificano le varie fasi della storia di una lingua. Essa ha come fondatore Leo Spitzer (1928) che mette al centro del suo concetto di stile la nozione di "scarto". Egli sostiene che: 
(Leo Spitzer, L'interpretazione linguistica delle opere letterarie, in Critica stilistica e semantica storica, Laterza, Bari 1966, pp. 46-72)
Con questa prima formulazione lo studioso collega lo stile del testo alla psiche dell'autore mentre in un secondo tempo seguirà solamente il sistema dei procedimenti stilistici interni al testo.

## La scuola italiana
La stilistica italiana ha precorso l'analisi del rapporto lingua/scrittore e nasce dal legame tra linguistica romanza e idealismo. Malgrado Benedetto Croce avesse negato che la stilistica fosse autonoma dall'estetica, la disciplina si è affermata dapprima con gli studi di Cesare De Lollis e di Mario Fubini che hanno agito nell'area crociana sostenendo però l'idea di un sistema letterario e rivalutando i generi. Anche Giuseppe De Robertis con la sua ricerca intorno all'"oggetto poetico" ha contribuito a sviluppare interesse e impegno verso la critica stilistica. Più tardi Giacomo Devoto, rifacendosi a Bally e a Spitzer, ha messo in relazione lo stile degli scrittori con gli istituti linguistici contemporanei. Gianfranco Contini, infine, attraverso lo strutturalismo e l'analisi delle varianti, ha prodotto una critica e una lettura dei testi nuova e originale.
Altri studiosi devono al rapporto tra stilistica e grammatica (per esempio Giovanni Nencioni) o storia della lingua italiana (per esempio, Benvenuto Terracini) o filologia (per esempio Gianfranco Folena, Ignazio Baldelli e Alfredo Stussi) o semiologia (per esempio, Cesare Segre, Maria Corti e D'Arco Silvio Avalle) una nuova spinta per gli studi sull'uso della lingua in funzione di comunicazione dei suoi valori formali in trasformazione. Una sintesi originale, fondata soprattutto sui paradigmi di Spitzer e Contini, è quella data da Pier Vincenzo Mengaldo.

## L'elaboratore elettronico nell'indagine stilistica
In tempi recenti, basandosi sulla teoria del binomio spitzeriano scarto/norma, è intervenuto l'elaboratore elettronico che, mettendo a confronto il numero di frequenze di una stessa parola nel contesto letterario nel quale l'opera si trova, riesce a stabilire il grado di scarto rispetto alla norma linguistica di un particolare momento storico.